# Algésiras (1804)
Pour les articles homonymes, voir Algésiras (homonymie).
L’Algésiras est un navire de guerre français, nommé en souvenir de la bataille d'Algésiras, construit à Lorient pendant le Consulat. C'est un vaisseau de 74 canons de la classe Téméraire

## Historique

### Construction
Il fait l'objet d'un contrat conclu le 6 juillet 1800 entre le gouvernement français (ministre de la Marine : Pierre Forfait) et la société des frères Crucy de Nantes. Il est construit à l'arsenal de Lorient entre 1800 et 1804 sur le chantier situé à Caudan, concédé à cette société.

### Débuts
Il est lancé le 8 juillet 1804 et quitte Lorient le 10 janvier 1805 avec un équipage de 700 hommes.  
Le 11 mars 1805, le capitaine de vaisseau Brouard prend le commandement du navire à Rochefort. Il part pour les Antilles avec l'Achille' pour rejoindre la flotte française du vice-amiral Villeneuve, qu'il retrouve à la Martinique le 4 juin. L’Algésiras participe ensuite à la bataille des Quinze-Vingt le 22 juillet lors du retour de l'escadre en Europe puis passe à Vigo sous les ordres du capitaine de vaisseau Letourneur.

### Trafalgar
Le 23 octobre 1805, il participe à la bataille de Trafalgar sous les ordres du contre-amiral Charles Magon. 
Un combat d'environ une heure oppose les canons du HMS Tonnant à ceux de l’Algésiras, du Pluton et du San Juan Nepomuceno. L’Algésiras affronte le Tonnant à bout portant. Magon tente à l'abordage du navire britannique, mais la manœuvre échoue et toute l'équipe d'abordage est tuée, sauf un marin fait prisonnier. Magon aussi est tué. L’Algésiras finit par se rendre au Tonnant vers 14 h 30.
Lors de la tempête qui suivit la bataille, son équipage, à l'initiative de Valdémar Guillaume Nème Botherel de La Bretonnière, se soulève contre les Britanniques et parvient à reprendre le contrôle du navire. Il rentre alors à Cadix sous pavillon français.

### Destin ultérieur
En 1808, les habitants de la ville de Cadix se soulèvent et l'Espagne déclare la guerre à la France. L’Algésiras est saisi par les Espagnols ainsi que les quelques navires qui ont survécu au désastre de Trafalgar. Ces bâtiments étaient :
le Neptune de 94 canons, l’Algésiras de 86, le Héros, le Pluton, l’Argonaute de 78 et la frégate de 46 canons Cornélie. Ces navires étaient sous le commandement du vice-amiral Rosily-Mesros.
Ces navires étaient les seuls rescapés français du désastre de Trafalgar.
Le vaisseau français Atlas qui se trouvait à Vigo subit le même sort. 

## Représentations
Liste non-exhaustive des représentations artistiques de l’Algésiras :
- Naufrage d'une embarcation du navire Algérisas de Joseph Lemoine, milieux du XIXe siècle[3].